# Jordan Rubin
Jordan Rubin és un director de cinema estatunidenc. Va dirigir la pel·lícula de comèdia de terror del 2014 Zombeavers; que també va escriure amb Jon i Al Kaplan. Jordan Rubin va néixer a la ciutat de Nova York, on també es va criar. Va obtenir una llicenciatura a la New York University (NYU).
Mentre Jordan encara estudiava a la NYU, va començar la seva carrera en monòleg còmic. Va continuar escrivint per a televisió en sèries de comèdia com The Man Show, The Late Late Show with Craig Kilborn, Crank Yankers , i Last Call with Carson Daly. Va tenir el seu propi especial de mitja hora de Comedy Central el 2008 i va escriure la pel·lícula d'obertura de la 83a edició dels Premis Oscar el 2011, a més de molts altres programes de premis de televisió. L'American Jewish World Service va encarregar un curtmetratge dirigit Judd Apatow i escrit de Jordan Rubin per a la celebració del 25è aniversari de l'organització.
El debut com a director de llargmetratge complet de Jordan va arribar el 2014 amb la pel·lícula Zombeavers. El febrer de 2014 es va publicar un tràiler de la pel·lícula i es va fer viral. La pel·lícula es va estrenar el 19 d'abril de 2014 al Festival de Cinema de Tribecca. La pel·lícula es va estrenar als Estats Units el març de 2015.